# Игнатенко, Андрей Борисович
Андре́й Бори́сович Игнате́нко (11 января 1957, Москва — 8 декабря 2021) — российский художник-мультипликатор и режиссёр-постановщик мультипликационных фильмов. Является третьим режиссёром популярного мультфильма «Незнайка на Луне».

## Биография
Андрей Борисович Игнатенко родился 11 января 1957 в Москве.
На протяжении 22 лет работал на киностудии «Союзмультфильм» с 1974 по 1996 год. В 1986 окончил курсы художников-мультипликаторов при студии.
В сфере мультипликации принимал участие в создании более 50 мультипликационных фильмов, а также являлся сорежиссёром мультипликационного проекта «Незнайка на Луне» (совместно с Александром Люткевичем и Юрием Бутыриным).
С 1996 года работал на разных российских и зарубежных студиях.

## Фильмография
| Год       | Фильм                                           | Художник-аниматор | Режиссёр  | Сценарист | Художник-прорисовщик | Художник-постановщик |
| --------- | ----------------------------------------------- | ----------------- | --------- | --------- | -------------------- | -------------------- |
| 1982      | Живая игрушка                                   | зелёная ✓         | —         | —         | —                    | —                    |
| 1983      | Змей на чердаке                                 | зелёная ✓         | —         | —         | —                    | —                    |
| 1984      | Дом, который построили все                      | зелёная ✓         | —         | —         | —                    | —                    |
| 1984      | Птицелов                                        | зелёная ✓         | —         | —         | —                    | —                    |
| 1984      | Сказка о царе Салтане                           | зелёная ✓         | —         | —         | —                    | —                    |
| 1985      | На задней парте. 4 выпуск                       | зелёная ✓         | —         | —         | —                    | —                    |
| 1985      | Игра (Весёлая карусель № 16)                    | зелёная ✓         | —         | —         | —                    | —                    |
| 1985      | Переменка № 4                                   | зелёная ✓         | —         | —         | —                    | —                    |
| 1986      | Сказка о глупом муже                            | зелёная ✓         | —         | —         | —                    | —                    |
| 1987      | Мартынко                                        | зелёная ✓         | —         | —         | —                    | —                    |
| 1987      | Приключения пингвинёнка Лоло. Фильм второй      | зелёная ✓         | —         | —         | —                    | —                    |
| 1987      | Школа изящных искусств. Пейзаж с можжевельником | зелёная ✓         | —         | —         | зелёная ✓            | —                    |
| 1988      | Витамин роста                                   | зелёная ✓         | —         | —         | —                    | —                    |
| 1988      | Кот, который умел петь                          | зелёная ✓         | —         | —         | —                    | —                    |
| 1988      | Медвежуть                                       | зелёная ✓         | —         | —         | —                    | —                    |
| 1988      | Случай с бегемотом                              | зелёная ✓         | —         | —         | —                    | —                    |
| 1988      | Потерялась птица в небе                         | зелёная ✓         | —         | —         | —                    | —                    |
| 1989      | Притча об артисте. Лицедей                      | зелёная ✓         | —         | —         | —                    | —                    |
| 1989      | Микко — сын Павловой                            | зелёная ✓         | —         | —         | —                    | зелёная ✓            |
| 1989      | Путешествие                                     | зелёная ✓         | —         | —         | —                    | —                    |
| 1989      | Стереотипы                                      | зелёная ✓         | —         | —         | —                    | —                    |
| 1990      | Соло для Луны и волка (Весёлая карусель № 22)   | зелёная ✓         | —         | —         | —                    | —                    |
| 1990      | Школа изящных искусств. Возвращение             | зелёная ✓         | —         | —         | —                    | —                    |
| 1990      | Кважды ква                                      | зелёная ✓         | —         | —         | —                    | —                    |
| 1990      | Когда-то давно…                                 | зелёная ✓         | —         | —         | —                    | —                    |
| 1990      | От дождя до дождя                               | зелёная ✓         | —         | —         | —                    | —                    |
| 1990      | Случай                                          | зелёная ✓         | —         | —         | —                    | —                    |
| 1991      | Весёлая карусель № 23                           | зелёная ✓         | —         | —         | —                    | —                    |
| 1991      | Подводные береты                                | зелёная ✓         | —         | —         | зелёная ✓            | —                    |
| 1992      | Фатум                                           | зелёная ✓         | —         | —         | —                    | —                    |
| 1992      | Леато и Феофан. Партия в покер                  | зелёная ✓         | —         | —         | —                    | —                    |
| 1993      | Коммунальная история                            | зелёная ✓         | —         | —         | —                    | —                    |
| 1993      | Поливальная машина (Весёлая карусель № 26)      | зелёная ✓         | —         | —         | —                    | —                    |
| 1993      | Ну, погоди! (выпуск 17)                         | зелёная ✓         | —         | —         | —                    | —                    |
| 1993      | Ну, погоди! (выпуск 18)                         | зелёная ✓         | —         | —         | —                    | —                    |
| 1996      | Золотой ключик                                  | зелёная ✓         | зелёная ✓ | зелёная ✓ | —                    | —                    |
| 1996      | Приключения слонёнка Денди                      | —                 | зелёная ✓ | —         | —                    | —                    |
| 1997      | Незнайка на Луне                                | зелёная ✓         | зелёная ✓ | —         | —                    | —                    |
| 2002—2019 | Мистер Бин (мультсериал)                        | —                 | зелёная ✓ | —         | —                    | —                    |
| 2004      | Щелкунчик                                       | зелёная ✓         | зелёная ✓ | —         | —                    | —                    |
| 2007      | Ролли и Эльф. Невероятные приключения           | —                 | зелёная ✓ | —         | —                    | —                    |
| 2009      | Приключения Ролли                               | —                 | зелёная ✓ | —         | —                    | —                    |
| 2013      | История с погребом                              | —                 | зелёная ✓ | зелёная ✓ | —                    | —                    |
| 2013      | Коты выходят на море                            | зелёная ✓         | зелёная ✓ | —         | —                    | —                    |
| 2015      | Про мальчика и зайчиков                         | зелёная ✓         | зелёная ✓ | зелёная ✓ | —                    | —                    |
| 2015      | Тайна едкого дыма                               | —                 | зелёная ✓ | —         | —                    | —                    |